# 水道技術管理者
水道技術管理者（すいどうぎじゅつかんりしゃ）とは、日本国の水道法において水道事業（上水道・簡易水道・専用水道）の設置者が必ず設置しなければならないと定められている技術面での責任者。水道における一定以上の知識及び実務経験を必要とし、任命権は水道設置者にある。なお、水道技術管理者として必要な資格要件は水道法により規定されているが、例えば厚生労働大臣等の発する免許については法で規定されていないため、国家資格ではない。

## 概要
- 衛生的で安全な飲料水を供給するために、設置者と協力して水道の維持管理を行う。

## 業務
- 水道施設が施設基準に適合しているかの検査、給水開始前の水質検査及び施設検査、定期及び臨時の水質検査、浄水場などの従事者の健康診断、塩素消毒などの衛生上の措置、給水の緊急停止、給水停止命令による給水停止

## 資格要件
- 水道技術管理者として基礎教育を受けた者
  - 新制大学院大学の専攻科
    - 土木工学 - 衛生工学、水道工学を専攻で実務年数1年以上（6か月以上）
    - 土木工学 - 衛生工学、水道工学以外を専攻で実務年数2年以上（1年以上）

  - 新制大学
    - 土木工学 - 衛生工学、水道工学を専攻で実務年数2年以上（1年以上）
    - 土木工学 - 衛生工学、水道工学以外を専攻で実務年数3年以上（1年6か月以上）
    - 土木工学以外の工学及び理学・農学・医学・薬学で実務年数4年以上（2年以上）
    - 工学・理学・農学・医学・薬学以外の学部・学科で実務年数5年以上（2年6か月以上）

  - 旧制大学
    - 土木工学 - 衛生工学、水道工学を専攻で実務年数2年以上（1年以上）
    - 土木工学 - 衛生工学、水道工学以外を専攻で実務年数2年以上（1年以上）
    - 土木工学以外の工学及び理学・農学・医学・薬学で実務年数4年以上（2年以上）
    - 工学・理学・農学・医学・薬学以外の学部・学科で実務年数5年以上（2年6か月以上）

  - 短期大学・高等専門学校・旧制専門学校
    - 土木工学 - 衛生工学、水道工学を専攻で実務年数5年以上（2年6か月以上）
    - 土木工学 - 衛生工学、水道工学以外を専攻で実務年数5年以上（2年6か月以上）
    - 土木工学以外の工学及び理学・農学・医学・薬学で実務年数6年以上（3年以上）
    - 工学・理学・農学・医学・薬学以外の学部・学科で実務年数7年以上（3年6か月以上）

  - 高等学校・旧制中学校
    - 土木工学 - 衛生工学、水道工学を専攻で実務年数7年以上（3年6か月以上）
    - 土木工学 - 衛生工学、水道工学以外を専攻で実務年数7年以上（3年6か月以上）
    - 土木工学以外の工学及び理学・農学・医学・薬学で実務年数8年以上（4年以上）
    - 工学・理学・農学・医学・薬学以外の学部・学科で実務年数9年以上（4年6か月以上）
- その他
  - 10年以上（5年以上）の水道の技術上の実務に従事した経験を有する者。
  - 外国において上記の学科目に相当する学科目を、上記に規定ある学校において修得する程度と同等以上に修得した後、それぞれの欄に規定する経験年数を有する者。
  - 厚生労働大臣が認定する講習を修了した者。
- 数字は、水道に関する技術上の実務に従事した経験年数である。但し、（　）内は簡易水道及び1日最大給水量が1,000m3以下の専用水道を対象とする。